# Монтелупоне
Монтелупоне (итал. Montelupone) насеље је у Италији у округу Мачерата, региону Марке.
Према процени из 2011. у насељу је живело 1827 становника. Насеље се налази на надморској висини од 253 м.

## Становништво
| 1931. | 1936. | 1951. | 1961. | 1971. | 1981. | 1991. | 2001. | 2011. |
| ----- | ----- | ----- | ----- | ----- | ----- | ----- | ----- | ----- |
| 4.327 | 4.142 | 4.179 | 3.699 | 3.123 | 3.147 | 3.046 | 3.221 | 3.658 |